# Friedrich Bretschneider (Kupferstecher)

Friedrich Bretschneider (1821–1878), Selbstporträt (Radierung)

Friedrich Wilhelm Theodor Bretschneider (* 31. Oktober 1821 in Blankenburg (Harz); † 19. Oktober 1878 in Holzminden) war ein deutscher Kupferstecher, Radierer und Zeichenlehrer.

## Leben
Friedrich Bretschneider wurde 1821 in Blankenburg (Harz) im Herzogtum Braunschweig geboren. Er war der Sohn des Juweliers und Goldarbeiters Friedrich Wilhelm Andreas Bretschneider und dessen Ehefrau Karoline Luise Christiane, geb. Zeitfuchs. Er besuchte das Blankenburger Gymnasium und ging 1838 nach Braunschweig. Dort war er Gasthörer am Collegium Carolinum und ließ sich von dem Maler Heinrich Brandes ausbilden. Ab 1840 wurde er von Friedrich Knolle im Kupferstich unterrichtet. Von 1847 bis 1850 setzte Bretschneider seine künstlerische Ausbildung in Paris fort. Er lebte von 1850 bis 1857 in Braunschweig, bevor er als Zeichenlehrer an die Baugewerkschule nach Holzminden ging. Dort war er von 1860 bis zu seinem Tod im Jahr 1878 am Gymnasium als Zeichenlehrer tätig. Er war seit 1868 verheiratet mit Karoline, geb. Georg, mit der eine Tochter hatte.
Bretschneiders Werk, das überwiegend vor 1860 entstand, umfasst rund 75 Blätter. Darunter sind zahlreiche Landschaftsdarstellungen, überwiegend Ansichten des Harzes. Für den am Collegium Carolinum lehrenden Zoologen Johann Heinrich Blasius schuf er 24 Ansichten, die in dessen 1844 veröffentlichtem Roman Reise im europäischen Rußland in den Jahren 1840 und 1841 erschienen. Weitere Arbeiten sind die Barbierstube der Affen nach einem Bild von David Teniers, die Fischerfamilie nach dem Bild von Niels Simonsen, die Lessingstatue in Braunschweig, die Vignette auf Rechnungsbögen der Maschinenbauanstalt von Friedrich Seele und ein Vordruck, nach einer Zeichnung von Constantin Uhde, für die Aktien der Zuckerraffinerie Braunschweig.